# Ampulex mirabilis
Ampulex mirabilis là một loài côn trùng cánh màng trong họ Ampulicidae, thuộc chi Ampulex. Loài này được Berland miêu tả khoa học đầu tiên năm 1935.